# JR宮崎シティ
株式会社JR宮崎シティ（ジェイアールみやざきシティ）は、宮崎県宮崎市に本社を置く、JR九州グループの不動産管理会社。

## 概要
宮崎駅西口再開発における、駅ビル運営会社として、また宮崎県内の商業施設の運営会社として設立された。他県とは異なり、JR九州本体でなく、「JR九州駅ビルホールディングス」が設置を行った。また、駅前再開発に当たっては、宮崎県内最大のバス会社である宮崎交通の土地も活用することなどから、宮崎交通も出資している。

## 沿革
- 2020年（令和2年）
  - 2月4日 - JR九州駅ビルホールディングス及び宮崎交通の出資により設立[1]。
  - 4月1日 - 事業開始[1]。
  - 10月14日 - 「ひむか きらめき市場」（旧：えきマチ1丁目宮崎）リニューアルオープン[3][4]。
  - 11月20日 - 「アミュプラザみやざき」グランドオープン[3]。